# Renato Paglianti
Renato Paglianti (San Piero a Sieve, 8 ottobre 1894 – Padova, 30 marzo 1958) è stato un calciatore italiano, di ruolo portiere.

## Carriera
Nel 1913-1914 giocò nel Venezia, facendo da riserva a Silvio Stritzel.
Nell'Udinese giocava ala o mezzala destra. Prima di un incntro contro il Gorizia il portiere dell'Udinese si rese indisponibile ed in porta fu messo Paglianti: "Mi difesi bene, anzi troppo bene e fui portato in trionfo. Da allora fui sempre portiere" (Paglianti)
Funzionario della Banca Commerciale a Udine, gioca con l'Udinese. Dopo essere stato trasferito a Padova, indossa la maglia dei biancoscudati per quattro stagioni. Gioca in  Prima Categoria (una stagione) e in Prima Divisione (tre stagioni), disputando in totale 53 partite. Debutta il 7 novembre 1920 nella partita Hellas Verona-Padova (1-1). Gioca la sua ultima partita con i biancoscudati il 13 aprile 1924 in Padova-Sampierdarenese (5-0). Anche il fratello minore 
Stefano (1897) fu calciatore dell'Udinese dal 1913 al 1915.